# Маджхі
Маджхі — індо-європейська мова, поширена в Непалі та Індії (штаті Сіккім).